# Haim Ginott
Haim G. Ginott (1922 - 1973) est un enseignant, un psychologue des enfants et un médecin psychothérapeute travaillant avec les enfants et leurs parents.
Rescapé des camps de la mort, Haim Ginott commence sa vie professionnelle en 1947 en Israël, comme maître d'école, avant d'émigrer aux États-Unis. Il obtient un doctorat de psychologie clinique à l'Université Columbia à New York en 1952. Par la suite, son travail à la Clinique de Jacksonville (Jacksonville Guidance Clinic), en Floride, lui permet d'élaborer une attitude éducative articulant étroitement compassion et fixation des limites.
Il initie des techniques pour parler aux enfants qui sont toujours utilisées de nos jours. Son livre, Between Parent and Child (1988) est un best-seller pendant plus d'un an et reste très populaire aujourd'hui.

## Approches par la communication
La liste des points suivants résume l'approche de Haim Ginott en communication :
- ne jamais nier ni ignorer le sentiment de l'enfant ;
- critiquer le comportement comme inacceptable, pas la personne de l'enfant ;
- dépersonnaliser des interactions négatives en mentionnant le problème (je vois une chambre désordonnée...) ;
- attacher des règles à des choses, p.e. les petites sœurs ne sont pas là pour être tapées ;
- la dépendance crée de l'hostilité ; laisser les enfants faire ce qu'ils peuvent faire eux-mêmes, selon leur âge ;
- les enfants doivent apprendre à faire des choix, dans la limite de leur possibilité et de la sécurité (aimerais-tu mettre le pull bleu ou le rouge ?) ;
- limiter la critique à un événement spécifique, immédiat ; ne pas utiliser des termes généralisant tels que toujours, jamais (tu n'écoutes jamais) ;
- ne pas utiliser des mots que l'on n'aimerait pas entendre de la bouche de l'enfant.